# Александър Сано
Александър Сано Косъмае български актьор и музикант.

## Ранен живот
Александър Сано е роден на 2 май 1977 г. в Асеновград. Националност: смесена – наполовина българин (по майчина линия), четвърт арменец и четвърт французо-италианец (по бащина линия). Има двама братя. На седемгодишна възраст семейството му се мести в родния град на баща му – Русе. Там се ориентира към музиката. Учи класическа китара и пее в „Хора на момчетата“. Като тийнейджър сформира музикални банди в крайдунавския град. След като завършва професионална гимназия по мода и облекло, Александър е приет в Софийския университет със специалност Политология.

## Кариера
След две години в университета, артистичните му заложби го насочват към НАТФИЗ „Кр. Сарафов“ и той е приет в класа на проф. Боньо Лунгов. Като студент в театралната академия Александър Сано започва във вариететен театър „Албена“, където играе до завършването си. Следват Народен театър „Иван Вазов“, където играе „Дойката“ в пиесата „Ромео и Жулиета“, театър „Сълза и смях“ – ролята на П. Н. Сорин в „Чайка“ на Чехов, СФУМАТО, Театър „Българска армия“ – ролята на Фелис в „Coca-In“ по Тенеси Уилямс и Държавен сатиричен театър „Алеко Константинов“ – ролята на д-р Едгар Волф в „Досадникът“ на Франсис Вебер и „Независим Театър“ – ролята на Лемкин в постановката „Агенти“ по пиесата „Гленгари Глен Рос“ на Дейвид Мамет.
През 2004 г. Александър Сано зад образа на Среброто, започва да пише музика за предстоящия проект: „Братя Мангасариян“, в който участват актьорите Владислав Петров /Кулю/ и Силвестър Силвестров /Зюмбюл/. Така се раждат хитовете „Бай Мангау“, „Тер'о Рер'о“, „Млад, силен, красив“ и „Ромео и Юлия“, които оглавяват първите места на българските музикални класации. Групата има зад гърба си стотици телевизионни участия, интервюта, корици на списания и номинации. Заради широкия възрастов диапазон на феновете (от тийнейджъри до хора над средна възраст) и популярността им, те стават рекламни лица на марки като Globul, GTV, Andrews Fashion, Crunch Chips, Денил и др.
Сано е автор на няколко музикални произведения, които са извън „Братя Мангасариян“, пише музика за реклами и театър. Написва музиката към представлението на Касиел Ноа Ашер – „Ане – мъртви градове“. По покана на същата режисьорка и продуцентите от „АгитПроп“ композира музиката към филма „EXIT“. Филмът е част от омнибус от филми, създадени по проект на вестник „Капитал“.
След оттеглянето от музикалната сцена на двамата му „събратя“, Александър Сано (Среброто) продължава успешно своята солова кариера. Следват множество концерти. През 2008 година е поканен и участва на фестивала „Spirit of Bourgas“, организиран от световния музикален тв-канал MTV. Концертирал е на една сцена със световноизвестни звезди като Asian Dub Foundation, Alphaville, Harem и др.

### Кариера в киното и телевизията
Сано прави своя актьорски дебют в телевизионния филм „Изневяра“ през 2003 г.
Известен е с няколко роли в киното и телевизията, измежду които са филмите „Тилт“ на режисьора Виктор Чучков-син, „Миграцията на паламуда“ на режисьора Людмил Тодоров, „Лазар“, който е копродукция в България, Франция, Република Македония и Хърватия, „Кербала“ на режисьора Кшищов Лукашевич, „Привличане“ на режисьора Мартин Макариев, „Революция Х“ и „Диви и щастливи“, както и сериалите „Под прикритие“, „Денят на бащата“ и „Ягодова луна“, където си партнира с Радина Боршош. Международно разпознаване му носи участието в два световно известни сериала, италианския Gomorrah и френския Les bureau des legendes. За ролята си на „Бохеми“ във филма „В сърцето на машината“ на Мартин Макариев е номиниран на множество международни и български фестивали.
През 2014 г. е участник във втория сезон на риалити шоуто „Къртицата“ излъчвано по TV7. През 2016 г. е водещ на кулинарното предаване „Мама готви по-добре“ по bTV.
През 2022 г. на 29 януари участва в благотворителният концерт на УНИЦЕФ „Големите малки“, който се излъчва по Нова телевизия. От февруари същата година е участник в юбилейния десети сезон на „Като две капки вода“.
На 25 март 2024 г. е обявен за водещ на приключенското риалити шоу „Островът на 100-те гривни“ по bTV.

### Кариера в дублажа
Сано е един от допълнителните гласове на анимационния филм на Дисни – „Зоотрополис“ през 2016 г.

## Филмография
- С река на сърцето (2022) – Петър Куманов
- В сърцето на машината (2022) – Борис Радулов – Бохеми
- Ягодова луна (2020) – Георги[2]
- Южен вятър (2020) – Бойко
- Диви и щастливи (2019) – инспектор Донев
- Le Bureau des légendes (2019) – Игор
- Денят на бащата (2019), 6 серии – Кико
- Революция Х (2018) – Мишо
- Привличане (2018) – Калин Соколов
- Gomorrah (2017) – Младен
- Кербала (2015) – Сираков
- Лазар (2015) – Цона
- Под прикритие (2011 – 2013) – Здравко Киселов – Косъма
- Миграцията на паламуда (2011) – Кръстника
- Тилт (2011) – Дъвката
- Le dernier seigneur des Balkans (2005) – Omer
- Изневяра (2003) – тютюнопроизводителя Сергей Орешарски

## Дублаж
- „Зоотрополис“ (2016) – Други гласове